# 梶田宙
梶田　宙（かじた ひろし、1983年1月5日 - ）は、愛知県出身の元プロ野球選手（外野手）。2014年11月より2019年2月まで、四国アイランドリーグplus・高知ファイティングドッグスの球団社長を務めた。

## 経歴
享栄高では野球部でキャプテンを務め、3年生の2000年3月に第72回選抜高等学校野球大会に1番・センターで出場（1回戦で敗退）。
愛知大学経済学部を経て、2005年に発足した四国アイランドリーグのトライアウトに合格し、高知ファイティングドッグスに入団。卒業後の進路としては軟式野球チームの内定を得ており、トライアウトは「記念受験」だったという。リーグの開幕戦となった4月29日の対愛媛マンダリンパイレーツ戦（松山中央公園野球場）に、2番・レフトでスタメン出場し、最初の打席に西山道隆から安打で出塁、盗塁の後、後続打者の安打でホームインし、リーグ公式戦初安打・初盗塁・初得点を記録する。初年度はリーグ優勝したチームで87試合に出場した。
2007年は打率.293でリーグ7位となり、外野手部門のベストナインに選出された。引退後の取材では、このシーズンがNPBに進む「一番のチャンスだった」と述べている。
2009年は前期の5月から6月にかけて負傷で1か月あまり離脱したが、2度目の年間総合優勝と初の独立リーグ日本一（グランドチャンピオンシップ優勝）を経験。この年、長崎セインツとのリーグチャンピオンシップ第2戦、延長14回表に勝ち越しとなる長崎のランナーを自らの返球により本塁でアウトにし、サヨナラ勝ちにつながったプレーを「一番の思い出」と引退時に述べている。
2011年は5月5日の試合中に味方選手との接触により負傷して手術ののち1か月半入院、5月23日付で自由契約となる。リハビリにより9月17日に再登録を受けた翌9月18日の試合まで出場できず、出場は13試合にとどまった。
2012年以降は、初年度より続けてリーグに在籍する最後の選手となる。梶田自身は当初はプレーは3年程度と考えていたが、NPBに進むのが困難となってからも高知で支援してくれた人のために（気持ちが変わって）プレーを続行したと、2013年のインタビューで述べている。梶田が長くプレーできた背景として、独立リーグでは初めての個人スポンサーをつけるなど、球団側が人気選手として待遇に配慮した点も指摘されている。
2012年のシーズンはキャプテンを務めた。
2013年のシーズンは序盤好調だったものの、5月中旬から約2か月間、練習生への降格を経験した。
リーグ在籍10年目となった2014年は2度目のキャプテンを務める。指名打者での出場が増えるが、国本和俊（元香川オリーブガイナーズ）が持っていたリーグ通算最多出場記録を更新した。9月6日、現役引退を発表。引退の理由について、「捕れると思った打球が捕れなかったり、動体視力が落ちた。ファンに喜んでもらえるプレーができなくなった」と新聞の取材に答えている。また、引退後に執筆した文章では、8月の試合で死球を受けて右手の指を骨折したことが、引退を決意するきっかけになったと記している。9月13日の対香川オリーブガイナーズ戦（土佐山田スタジアム）が「引退試合」とされた。この試合に5番センターで出場した梶田は偶然ながらチーム最後の打者となった。試合終了後に引退セレモニーがおこなわれ、両チームの選手から胴上げされた。長年の功績をたたえ、球団は梶田の背番号（0番）を永久欠番とした。リーグで永久欠番の指定は初めてである。
シーズン終了後の10月29日、11月1日付で高知の球団社長に就任することが発表された。元選手が球団社長に就任するのは独立リーグで初めてとなる。社長を引き受けた理由について、自分を成長させてくれた高知への恩返しであると述べている。
高知で知り合った女性と引退した年に結婚し、2017年の取材では「高知に骨をうずめる覚悟」と述べている。
2019年2月、同月28日をもって社長を退任すると、地元紙の高知新聞に報じられた。3月1日、高知は球団運営を新たに設立された株式会社高知犬に変更するとともに、梶田は高知犬の取締役に就任することが発表された。
2020年6月時点では「段ボール箱製造販売会社社員」と報じられている。
2021年9月11日、高知が12年ぶりとなる後期優勝を達成したときには高知球団の事務所で、ネット速報により試合経過を見守った。
2022年3月31日に四国アイランドリーグplusが発表した球団及びリーグ各法人の経営状況報告では、高知球団（株式会社高知犬）の取締役の一人となっており、以後2025年時点まで同様である。

## 詳細情報

### 年度別打撃成績
| 年 度     | 球 団     | 打 率 | 試 合 | 打 席 | 打 数 | 得 点 | 安 打 | 二 塁 打 | 三 塁 打 | 本 塁 打 | 打 点 | 三 振 | 四 球 | 死 球 | 犠 打 | 犠 飛 | 盗 塁 | 長 打 率 | 出 塁 率 | 併 殺 打 | 失 策 |
| --------- | --------- | ----- | ----- | ----- | ----- | ----- | ----- | -------- | -------- | -------- | ----- | ----- | ----- | ----- | ----- | ----- | ----- | -------- | -------- | -------- | ----- |
| 2005      | 高知      | .219  | 87    | 335   | 301   | 37    | 66    | 10       | 2        | 1        | 19    | 40    | 22    | 5     | 6     | 1     | 23    | .276     | .283     |          |       |
| 2006      | 高知      | .237  | 82    | 248   | 207   | 28    | 49    | 4        | 2        | 2        | 16    | 23    | 17    | 9     | 14    | 1     | 14    | .304     | .321     |          |       |
| 2007      | 高知      | .293  | 87    | 332   | 276   | 38    | 81    | 11       | 3        | 3        | 29    | 29    | 30    | 10    | 13    | 3     | 14    | .388     | .379     |          |       |
| 2008      | 高知      | .269  | 75    | 297   | 245   | 43    | 66    | 12       | 2        | 3        | 25    | 37    | 29    | 11    | 11    | 1     | 18    | .371     | .371     |          |       |
| 2009      | 高知      | .288  | 54    | 222   | 184   | 30    | 53    | 8        | 2        | 5        | 32    | 37    | 19    | 7     | 8     | 4     | 12    | .435     | .369     |          |       |
| 2010      | 高知      | .248  | 68    | 287   | 234   | 27    | 58    | 10       | 4        | 3        | 37    | 42    | 19    | 13    | 7     | 5     | 16    | .363     | .332     |          |       |
| 2011      | 高知      | .194  | 13    | 48    | 36    | 6     | 7     | 2        | 0        | 1        | 3     | 1     | 7     | 0     | 4     | 1     | 1     | .333     | .318     |          |       |
| 2012      | 高知      | .222  | 71    | 266   | 225   | 17    | 50    | 4        | 0        | 0        | 27    | 36    | 2     | 8     | 5     | 7     | 1     | .240     | .303     |          |       |
| 2013      | 高知      | .310  | 52    | 210   | 168   | 19    | 52    | 11       | 0        | 3        | 17    | 15    | 28    | 11    | 3     | 0     | 7     | .429     | .440     |          |       |
| 2014      | 高知      | .236  | 61    | 237   | 199   | 19    | 47    | 9        | 1        | 1        | 19    | 32    | 18    | 12    | 8     | 0     | 4     | .306     | .336     | 7        | 3     |
| 通算:10年 | 通算:10年 | .255  | 650   | 2482  | 2075  | 264   | 529   | 81       | 16       | 22       | 224   | 301   | 210   | 86    | 79    | 23    | 121   | .341     | .345     |          |       |

- 赤太字は歴代最高

### タイトル
- ベストナイン：1回 （2007年（外野手部門））

### 背番号
- 0（2005年 - 2014年） ※高知ファイティングドッグスの永久欠番（2014年9月13日制定）